# Leucadendron globosum
Leucadendron globosum är en tvåhjärtbladig växtart som först beskrevs av Kennedy och Henry Charles Andrews, och fick sitt nu gällande namn av I. Williams. Leucadendron globosum ingår i släktet Leucadendron och familjen Proteaceae. Inga underarter finns listade i Catalogue of Life.